# 土井首
土井首（どいのくび）は、長崎県長崎市の地域である。旧西彼杵郡土井首村。
土井首地区（長崎市役所土井首地域センター管内）の人口は14,929人（2018年2月末日現在、住民基本台帳）。

## 概要
長崎市南西部の地域である。
1938年4月1日に旧西彼杵郡土井首村が編入合併されたことにより長崎市の市域に含まれることになった。
長崎市郊外の、中心部から比較的離れた場所であるが、早くから長崎市に編入されている。1938年編入の4村の内、唯一それまでの長崎市と接していない。

## 町
1938年の長崎市編入以降、1949年までは3大字をそのまま用い、同年、町名設置を実施した。
1938年以降に長崎市に編入された地域は大半が、旧来の大字・行政区がひとつの町になるケースが多いが、土井首地区はひとつの大字から複数の町ができた。
| 1889年→1938年             | 1949年         | 1979年～1984年           | 現在               |
| ------------------------- | -------------- | ------------------------ | ------------------ |
| 土井首村→長崎市大字土井首 | 長崎市磯道町   | 長崎市磯道町             | 磯道町             |
| 土井首村→長崎市大字土井首 | 長崎市古道町   | 長崎市古道町             | 古道町             |
| 土井首村→長崎市大字土井首 | 長崎市鹿尾町   | 長崎市鹿尾町             | 鹿尾町             |
| 土井首村→長崎市大字土井首 | 長崎市京太郎町 | 長崎市京太郎町           | 京太郎町           |
| 土井首村→長崎市大字土井首 | 長崎市三和町   | 長崎市三和町             | 三和町             |
| 土井首村→長崎市大字土井首 | 長崎市土井首町 | 長崎市土井首町           | 土井首町           |
| 土井首村→長崎市大字土井首 | 長崎市毛井首町 | 長崎市毛井首町           | 毛井首町           |
| 土井首村→長崎市大字土井首 | 長崎市平瀬町   | 長崎市平瀬町             | 平瀬町             |
| 土井首村→長崎市大字土井首 | 長崎市米山町   | 米山町                   | 米山町             |
| 土井首村→長崎市大字土井首 | 長崎市米山町   | 鶴見台1丁目・2丁目(1979) | 鶴見台1丁目・2丁目 |
| 土井首村→長崎市大字土井首 | 長崎市草住町   | 長崎市草住町             | 草住町             |
| 土井首村→長崎市大字土井首 | 長崎市柳田町   | 長崎市柳田町             | 柳田町             |
| 土井首村→長崎市大字竿ノ浦 | 長崎市末石町   | 長崎市末石町             | 末石町             |
| 土井首村→長崎市大字竿ノ浦 | 長崎市江川町   | 長崎市江川町             | 江川町             |
| 土井首村→長崎市大字竿ノ浦 | 長崎市竿浦町   | 長崎市竿浦町             | 竿浦町             |
| 土井首村→長崎市大字竿ノ浦 | 長崎市八郎岳町 | 長崎市八郎岳町           | 八郎岳町           |
| 土井首村→長崎市大字平山   | 長崎市平山町   | 平山町                   | 平山町             |
| 土井首村→長崎市大字平山   | 長崎市平山町   | 平山台1丁目・2丁目(1984) | 平山台1丁目・2丁目 |

### 現在の町
磯道町（いそみち）
鹿尾川河口にある。北部は小ヶ倉町に続く住宅街で、商業施設も並ぶ。南西部は海沿いに住宅が並び、南東部は千代の幸団地があり、ここもまた宅地化されている。
江川町（えがわ）
土井首地区の中心に位置し、住宅や商業施設などが多数ある。国道499号と県道29号の江川交差点があり、市街地、野母半島、香焼方面を結ぶ。また、土井首中学校がある。
鹿尾町（かのお）
山林部で、無住地。
京太郎町（きょうたろう）
三和町に接する部分に若干の住宅が並ぶほかは、山林で無住地。
草住町（くさずみ）
谷沿いに国道499号が通る。住宅は多くはないが国道沿いに並ぶ。また、商業施設も多少存在する。
毛井首町（けいくび）
元来は漁業地区だったが、現在は団地が造成されたこともあり、市街への通勤世帯が多い。
米山町（こめのやま）
狭小な山林部で無住地。
竿浦町（さおのうら）
両側を山に挟まれた谷状の地区で、谷沿いを走る国道499号を中心に住宅が並ぶ。以前は農業地区だったが、現在は通勤者が多い。南陽小学校がある。
三和町（さんわ）
住宅地。戦後すぐの時点で市街地への通勤者が中心となっていた。旧西彼杵郡三和町とは関係はない。
末石町（すえいし）
住宅地で、商業施設も見受けられる。長崎鶴洋高校がある。
土井首町（どいのくび）
住宅地。岬の付近は食品加工工場・造船所がある。
八郎岳町（はちろうだけ）
八郎岳の中腹から頂上にかけてを占め、竿浦町との境界付近を除き住宅はない。
平瀬町（ひらせ）
江川川河口の狭小地区。町を貫通する道路より海側には主に工場が、陸側には住宅が並ぶ。
平山町（ひらやま）
当町のみ、1つの大字が1町のみに改められた。合併当時は市最南端の地区であった。町全体が盆地状である。住宅地。国道499号が貫通し、当町まで片側2車線で整備されている。
古道町（ふるみち）
三和町よりの南西部には住宅が並ぶが、ほかは無住の山林。
柳田町（やなぎだ）
住宅地。土井首小学校・市役所土井首地域センターがある。
鶴見台1丁目～2丁目（つるみだい）
1丁目は25街区、2丁目は30街区。米の山ニュータウンを占める。ただし、現在はこの名はほとんど用いられず、もっぱら鶴見台と呼ばれる。
平山台1丁目～2丁目（ひらやまだい）
1丁目は24街区、2丁目は34街区。平山台団地を占める。児童自立支援施設県立開成学園（南陽小・土井首中開成分校）がある。

## 交通

### 鉄道・バス
- 長崎自動車（長崎バス）

### 道路
- 国道499号
- 長崎県道29号香焼江川線

## 施設

### 公共
- 長崎市役所土井首地域センター[1]

### 教育機関
- 長崎県立長崎鶴洋高等学校
- 長崎市立土井首中学校
- 長崎市立土井首小学校
- 長崎市立南陽小学校
- 長崎市立土井首中学校・南陽小学校開成分校